# NGC 1633
NGC 1633 je galaksija u zviježđu Biku.

## Vanjske poveznice
- SEDS: NGC 1633